# Sparkasse Dortmund
Die Sparkasse Dortmund, ehemals Stadtsparkasse Dortmund, ist eine öffentlich-rechtliche Sparkasse mit Sitz in Dortmund in Nordrhein-Westfalen. Ihr Geschäftsgebiet sind die beiden Kommunen Dortmund und Schwerte.

## Organisationsstruktur
Die Sparkasse Dortmund ist eine Anstalt des öffentlichen Rechts. Rechtsgrundlagen sind das Sparkassengesetz Nordrhein-Westfalen und die Satzung. Organe der Sparkasse sind der Vorstand und der Verwaltungsrat.
Die Marktbereiche sind aufgeteilt in für Privatkunden und in für die Firmen- und Unternehmenskundenbetreuung zuständige Stellen.

## Geschäftsausrichtung und Geschäftserfolg
Die Sparkasse Dortmund betreibt als Sparkasse das Universalbankgeschäft. Sie ist Marktführer in ihrem Geschäftsgebiet. Die Sparkasse Dortmund wies im Geschäftsjahr 2023 eine Bilanzsumme von 12,1 Mrd. Euro aus und verfügte über Kundeneinlagen von 8,7 Mrd. Euro. Gemäß der Sparkassenrangliste 2023 liegt sie nach Bilanzsumme auf Rang 20. Sie unterhält 19 personenbesetzte Filialen und zusätzlich 48 SB-Standorte. Die Sparkasse beschäftigt 1.525 Mitarbeiter. Im Verbundgeschäft arbeitet das Kreditinstitut mit der DekaBank und der Westfälischen Provinzial Versicherung zusammen.

## Geschichte
Die Sparkasse Dortmund wurde am 14. Januar 1841 gegründet und hat damals wie heute die Aufgabe, allen Bürgern der Stadt das Sparen zu ermöglichen und günstige Kredite an sie zu vergeben. Bereits 1863 war sie durch die fortschreitende Industrialisierung zur Sparkasse mit dem größten Einlagenbestand im Regierungsbezirk Arnsberg herangewachsen, im Jahre 1906 war sie die viertgrößte rheinisch-westfälische Sparkasse. 1924 wurde ein von Hugo Steinbach erbauter Art-déco-Bau als Hauptverwaltung bezogen. In dem Gebäude befindet sich heute das Museum für Kunst und Kulturgeschichte.
1958 wurde die Sparkasse Dortmund, bis zu diesem Zeitpunkt Teil der kommunalen Verwaltung, rechtlich selbständig. Die erste eigene EDV-Anlage erhielt das Institut im Jahr 1968. Die Fassade der Hauptstelle ist mit Gotenrot-Granit verkleidet.
Im Jahr 2022 wurde die Sparkasse Schwerte auf die Sparkasse Dortmund fusioniert.

## Besonderheiten
Unter der Trägerschaft der Sparkasse Dortmund befindet sich das „Dortmunder Münzkabinett“, eine Ausstellung zur Dortmunder Münzgeschichte mit einigen Beispielen des Dortmunder Inflationsgeldes. 2019 wurde die Sammlung dem Museum für Kunst und Kulturgeschichte Dortmund als Dauerleihgabe übergeben.